# Marc Frayssinet
Pour les articles homonymes, voir Frayssinet.
Marc Frayssinet (1871 à Beaumont-de-Lomagne en Tarn-et-Garonne - 1949 dans la même ville) est un homme politique français.

## Biographie
Il est le père du poète Pierre Frayssinet (1904-1929). Marc Frayssinet est Lieutenant d'infanterie de la classe 1886, matricule 771, puis engagé volontaire pour cinq ans à la mairie de Toulouse le 28 septembre 1887 pour le 57e régiment d'infanterie qu'il intègre le 30 septembre 1887 sous le numéro 5236. Promu caporal le 4 novembre 1888, sergent le 1er septembre de l'année suivante, il se rengage pour cinq ans en 1889. Il est alors admis à l'école militaire d'infanterie de Saint-Maixent le 5 avril 1892 par une décision militaire datée du 29 mars 1892. À sa sortie, il est nommé sous-lieutenant au 49e régiment d'infanterie (39e division, 18e corps d'armée due la 2e Armée) par décret du 21 mars 1893 et rejoint les rangs le 1er avril 1893. Le 11 juin 1898, Marc Frayssinet est mis en non activité pour infirmité temporaire, et rayé des contrôles le 28 juin suivant. 
Ce grand bourgeois de province se fait remarquer dès 1902 par la publication de sa thèse, intitulée La République des Girondins. Pendant les premières années du vingtième siècle, Marc Frayssinet travaille alors comme avocat à Toulouse, ville où il défend les syndicats d’ouvriers. Sa brillante carrière administrative passe également par le journalisme, car membre du Parti républicain-socialiste il fut correspondant d’un journal de gauche à Toulon, et il travailla aussi à la radio de la tour Eiffel pendant l’entre-deux-guerres, aux côtés de personnalités comme Jean Nocher ; il fut élu député de Castelsarrasin en 1912 et maire de Beaumont-de-Lomagne la même année, fonction qu'il exerça jusqu’en 1924. Il fut aussi conseiller général en 1937 et membre de l’Académie de Montauban en 1938.
Sa vie est partagée entre la Lomagne et surtout Paris, où il possède un appartement dans le cinquième arrondissement, rue Claude-Bernard. Une des périodes les plus difficiles de sa vie commence à la Libération, car Marc Frayssinet, sans fidélité aucune au régime de Vichy, accepte d’être maire de Beaumont-de-Lomagne de 1940 à 1944, et ce choix lui vaut de considérables ennuis lors des excès de l’Épuration. Tout comme sa fille, il est emprisonné à la maison d’arrêt de Montauban, mais on lui permet d'en partir plusieurs mois après. Cet épisode est relaté dans le livre de Fabienne Frayssinet Quatre saisons dans les geôles de la Quatrième république, publié en 1954.

## Sources
- Ressource relative à la vie publique :   - Base Sycomore
- « Marc Frayssinet », dans le Dictionnaire des parlementaires français (1889-1940), sous la direction de Jean Jolly, PUF, 1960 [détail de l’édition]